# Finn Have
Finn Have (født 15. Oktober1952 i Nykøbing Mors) er en dansk kunstmaler.
Have er uddannet folkeskolelærer fra 1978 og som maler er han autodidakt. Han var medstifter og medlem af den aarhusianske kunstnergruppe Labyrint 1980-1988.